# 拠点都市
拠点都市（きょてんとし）は、一般に、地域の中心となる都市を指す。また特定の都市に対する分類として拠点都市という概念を用いることがある。

## 日本における拠点都市
日本においては、1992年（平成4年）に制定された地方拠点都市地域の整備及び産業業務施設の再配置の促進に関する法律に基づき、「拠点都市」が指定された。地方拠点都市ともいう。
都市機能の増進と居住環境の向上を図るための整備を促進し、地方の自立的な成長を牽引し、地方定住の核となるような地域を育成するとともに、産業業務機能の地方への分散等を進め、産業業務機能の全国的な適正配置を促進することが目的とされている。

### 一覧
| 都道府県 | 地域名             | 中心都市                      | 所属市町村 |
| -------- | ------------------ | ----------------------------- | --- |
| 北海道   | 帯広圏             | 帯広市                        | 音更町、芽室町、幕別町                                                                                                 |
| 北海道   | 千歳・苫小牧       | 千歳市 苫小牧市               | 恵庭市、白老町、厚真町、安平町                                                                                         |
| 北海道   | 函館圏             | 函館市                        | 北斗市、七飯町 |
| 北海道   | オホーツク北網     | 北見市 網走市                 | 美幌町、大空町 |
| 北海道   | 上川中部圏         | 旭川市                        | 鷹栖町、東神楽町、当麻町、比布町、愛別町、上川町、東川町、美瑛町                                                       |
| 北海道   | 釧路               | 釧路市                        | 釧路町、白糠町 |
| 青森県   | 八戸               | 八戸市                        | 三沢市、おいらせ町、六戸町、五戸町、南部町、階上町                                                                     |
| 青森県   | 弘前               | 弘前市                        | 黒石市、五所川原市、つがる市、平川市、西目屋村、藤崎町、大鰐町、田舎館村、板柳町、鶴田町                               |
| 岩手県   | 北上中部           | 北上市 花巻市 奥州市          | 金ヶ崎町 |
| 岩手県   | 三陸               | 宮古市 釜石市 大船渡市        | 陸前高田市、住田町、大槌町、山田町                                                                                     |
| 宮城県   | 石巻               | 石巻市                        | 東松島市、女川町 |
| 宮城県   | 大崎               | 大崎市                        | 色麻町、加美町、涌谷町、美里町                                                                                         |
| 秋田県   | 米代川流域         | 大館市 能代市 鹿角市 北秋田市 | 小坂町、三種町、八峰町、藤里町                                                                                         |
| 秋田県   | 雄物川流域         | 横手市 湯沢市 大仙市          | 美郷町、羽後町、東成瀬村                                                                                               |
| 山形県   | 庄内               | 酒田市 鶴岡市                 | 遊佐町、庄内町、三川町                                                                                                 |
| 山形県   | 置賜               | 米沢市                        | 長井市、南陽市、高畠町、川西町、小国町、白鷹町、飯豊町                                                                 |
| 福島県   | 福島               | 福島市                        | 二本松市、伊達市、本宮市、桑折町、国見町、川俣町、大玉村                                                               |
| 福島県   | あいづ             | 会津若松市                    | 喜多方市、南会津町、下郷町、塩原村、西会津町、磐梯町、猪苗代町、会津坂下町、湯川村、会津美里町                         |
| 茨城県   | 水戸               | 水戸市                        | 日立市、常陸太田市、笠間市、ひたちなか市、那珂市、茨城町、城里町、大洗町、東海村                                       |
| 茨城県   | 筑西               | 筑西市 結城市                 | 桜川市 |
| 栃木県   | 栃木県北部         | 大田原市                      | 矢板市、那須塩原市 |
| 栃木県   | 栃木県南部         | 足利市 栃木市 佐野市 小山市   | 下野市、野木町 |
| 群馬県   | 前橋・高崎         | 前橋市 高崎市                 | 伊勢崎市、藤岡市、玉村町                                                                                               |
| 群馬県   | 東毛               | 桐生市 太田市 館林市          | みどり市、板倉町、明和町、千代田町、大泉町、邑楽町                                                                     |
| 埼玉県   | 本庄               | 本庄市                        | 美里町、神川町、上里町                                                                                                 |
| 千葉県   | 長生・山武         | 茂原市 東金市                 | 山武市、大網白里市、九十九里町、横芝光町、芝山町、一宮町、睦沢町、長生村、白子町、長柄町、長南町                       |
| 新潟県   | 長岡               | 長岡市                        | 小千谷市、見附市、出雲崎町                                                                                             |
| 富山県   | 富山県西部         | 高岡市                        | 氷見市、砺波市、小矢部市、南砺市、射水市                                                                               |
| 富山県   | 富山県新川         | 魚津市 黒部市                 | 入善町、朝日町 |
| 石川県   | 中能登             | 七尾市                        | 羽咋市、中能登町、志賀町、宝達志水町                                                                                   |
| 石川県   | 南加賀             | 小松市 加賀市                 | 能美市、河北町 |
| 福井県   | 福井県丹南         | 越前市 鯖江市                 | 池田町、南越前町、越前町                                                                                               |
| 山梨県   | 甲府圏域           | 甲府市                        | 南アルプス市、甲斐市、中央市、昭和町、笛吹市                                                                           |
| 山梨県   | 富士北麓           | 富士吉田市                    | 富士河口湖町、西桂町、忍野村、山中湖村、鳴沢村                                                                         |
| 長野県   | 飯伊               | 飯田市                        | 松川町、高森町、阿南町、阿智村、平谷村、根羽村、下條村、売木村、天龍村、泰阜村、喬木村、豊丘村、大鹿村                 |
| 長野県   | 上小               | 上田市                        | 東御市、長和町、青木村                                                                                                 |
| 岐阜県   | 飛騨               | 高山市                        | 飛騨市、白川村 |
| 岐阜県   | 中濃               | 関市 美濃加茂市               | 美濃市、可児市、郡上市、坂祝町、富加町、川辺町、七宗町、八百津町、白川町、東白川村、御嵩町                             |
| 静岡県   | 静岡県東部         | 沼津市 富士市                 | 三島市、富士宮市、清水町、長泉町                                                                                       |
| 静岡県   | 静岡県西部         | 浜松市                        | 磐田市、袋井市、湖西市、森町                                                                                           |
| 愛知県   | 東三河             | 豊橋市                        | 豊川市、蒲郡市、新城市、田原市、設楽町、東栄町、豊根村                                                                 |
| 愛知県   | 豊田みよし         | 豊田市                        | みよし市 |
| 三重県   | 津・松阪           | 津市 松阪市                   | 多気町、明和町 |
| 三重県   | 伊賀               | 伊賀市 名張市                 | |
| 滋賀県   | 東近江             | 近江八幡市 東近江市           | 日野町、竜王町 |
| 滋賀県   | 琵琶湖東北部       | 彦根市 長浜市                 | 愛荘町、豊郷町、甲良町、多賀町                                                                                         |
| 京都府   | 北近畿             | 福知山市 舞鶴市               | 綾部市、宮津市 |
| 兵庫県   | 播磨               | 姫路市 加古川市               | 高砂市、たつの市、稲美町、播磨町、福崎町、太子町                                                                       |
| 兵庫県   | 但馬               | 豊岡市                        | 養父市、朝来市、香美町、新温泉町                                                                                       |
| 奈良県   | 奈良中和           | 橿原市                        | 大和高田市、御所市、桜井市、宇陀市、五條市、高取町、明日香村、香芝市、葛城市、広陵町、川西町、三宅町、田原本町、大淀町 |
| 和歌山県 | 和歌山県御坊・田辺 | 田辺市                        | 御坊市、美浜町、日高町、由良町、日高川町、みなべ町、印南町、白浜町、上富田町、すさみ町                                 |
| 和歌山県 | 和歌山県橋本       | 橋本市                        | かつらぎ町、九度山町、高野町                                                                                           |
| 鳥取県   | 鳥取県東部         | 鳥取市                        | 岩美町、八頭町、若桜町、智頭町                                                                                         |
| 鳥取県   | 鳥取県中海圏域     | 米子市                        | 境港市、南部町、日吉津村、大山町、伯耆町                                                                               |
| 島根県   | 出雲・宍道湖・中海 | 出雲市 松江市                 | 安来市、雲南市、飯南町                                                                                                 |
| 島根県   | 浜田・益田         | 浜田市 益田市                 | 江津市 |
| 岡山県   | 津山               | 津山市                        | 鏡野町、勝央町、奈義町、久米南町、美咲町                                                                               |
| 岡山県   | 井笠               | 笠岡市 井原市                 | 浅口市、里庄町、矢掛町                                                                                                 |
| 広島県   | 福山               | 福山市                        | 尾道市、府中市 |
| 広島県   | 呉                 | 呉市                          | 江田島町 |
| 山口県   | 山口県央部         | 山口市                        | 防府市 |
| 山口県   | 周南               | 周南市                        | 下松市、光市、田布施町                                                                                                 |
| 香川県   | 香川中央           | 高松市 丸亀市 坂出市          | 善通寺市、三木町、直島町、綾川町、宇多津町、琴平町、まんのう町、多度津町                                               |
| 愛媛県   | 八幡浜・大洲       | 八幡浜市 大洲市 西予市        | 内子町、伊方町 |
| 愛媛県   | 宇和島圏           | 宇和島市                      | 松野町、鬼北町、愛南町                                                                                                 |
| 高知県   | なんごく・こうち   | 高知市 南国市                 | 香南市、香美市 |
| 高知県   | 高知県南西         | 四万十市 宿毛市 土佐清水市    | 黒潮町、大月町、三原村                                                                                                 |
| 福岡県   | 久留米             | 久留米市                      | 大川市、小郡市、うきは市、大刀洗町、大木町、広川町                                                                     |
| 福岡県   | 福岡県北東部       | 北九州市 直方市 行橋市        | 豊前市、中間市、苅田町、みやこ町、築上町、吉富町、上毛町、芦屋町、水巻町、岡垣町、遠賀町、小竹町、鞍手町、宮若市       |
| 佐賀県   | 唐津・東松浦       | 唐津市                        | 玄海町 |
| 佐賀県   | 佐賀               | 佐賀市                        | 多久市、神埼市、小城市                                                                                                 |
| 長崎県   | 長崎県央           | 諫早市 大村市                 | 雲仙市 |
| 長崎県   | 佐世保             | 佐世保市                      | 西海市、佐々町、小値賀町、東彼杵町、川棚町、波佐見町                                                                   |
| 熊本県   | 八代宇城           | 八代市 宇土市                 | 宇城市、氷川町、美里町                                                                                                 |
| 熊本県   | 荒尾玉名           | 荒尾市 玉名市                 | 玉東町、和水町、南関町、長洲町                                                                                         |
| 大分県   | 大分県北・日田     | 中津市 宇佐市 日田市          | 豊後高田市 |
| 大分県   | 大分県南           | 佐伯市                        | 臼杵市、津久見市 |
| 宮崎県   | 都城               | 都城市                        | 三股町 |
| 宮崎県   | 宮崎県北           | 延岡市 日向市                 | 門川町 |
| 鹿児島県 | 川内               | 薩摩川内市                    | いちき串木野市、さつま町                                                                                               |
| 鹿児島県 | 大隅               | 鹿屋市                        | 垂水市、曽於市、志布志市、大崎町、東串良町、肝付町、錦江町、南大隅町                                                   |
| 沖縄県   | 沖縄県北部         | 名護市                        | 本部町、金武町、国頭村、大宜味村、東村、今帰仁村、恩納村、宜野座村、伊江村、伊平屋村、伊是名村                         |
| 沖縄県   | 沖縄県南部         | 沖縄市 宜野湾市               | うるま市、嘉手納町、北谷町、西原町、読谷村、北中城村、中城村                                                           |